# دارک وب

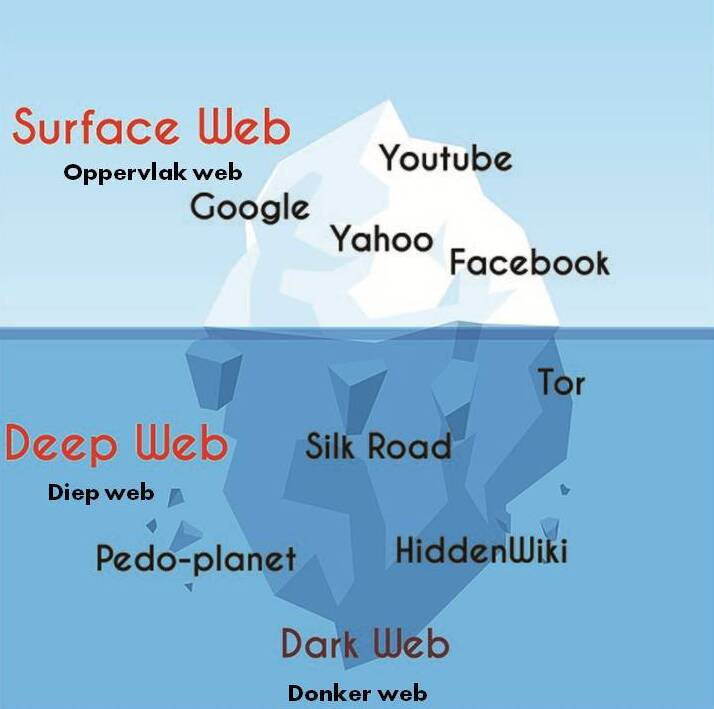
نمایش اطلاعات در اینترنت و وب تاریک

دارک وب (به انگلیسی: Dark Web) یا وب تاریک به شبکه‌ای گفته می‌شود که در دسترس عموم نبوده و ردیابی فعالیت‌ها و شناسایی افراد در آن دشوار یا ناممکن است. در این شبکه اطلاعات جامعی نهفته شده (مثل اطلاعات دستگاه پلیس یا اطلاعات دزدیده شده از کاربران)
که افراد ناشناس آن‌ها را مدیریت می‌کنند. فروشندگان مواد مخدر، هکرها، تروریست‌ها ،قاتل‌ها و افراد سودجو غالباً این دسته از افراد را تشکیل می‌دهند. وب تاریک بخش کوچکی از دیپ‌وب یا وب پنهان است.
فضای وب تاریک شامل سایت‌هایی است که برای عموم قابل مشاهده نبوده و توسط آی‌پی‌های مخفی سرور اجرا می‌شوند. در این شبکه تمامی اطلاعات به صورت آنلاین و با گذرواژههایی محافظت شده‌اند و برای دسترسی به آنها باید از چندین سد پرداختی مختلف گذشته یا از نرم‌افزارهای ویژه‌ای استفاده کرد. هر کاربری می‌تواند از این وب‌سایت‌ها به واسطه سرویس‌هایی همچون هیدن ویکی یا شبه جستجوگرها (مثل torch) دیدن کند. بسیاری از این وب‌سایت‌ها از موتورهای جستجو بهره نمی‌گیرند، از این‌رو جستجو در جستجوگرها برای پیدا کردن آن‌ها با شکست مواجه می‌شود. این وب‌سایت‌ها که برای مخفی‌سازی هویتشان از ابزار رمزگذاری تور بهره می‌گیرند، پسوند .onion دارند.

## وب پنهان
وب تاریک در لایهٔ زیرین وب پنهان قرار دارد و می‌توان آن را زیر مجموعهٔ وب پنهان دانست. اگر فضای اینترنت را مانند یک کوه یخ در نظر گرفت، تنها قسمت کوچکی از آن به صورت عمومی در دسترس و قابل مشاهده است و بخش اعظم آن مخفی بوده و به صورت عادی در دسترس همه قرار ندارد که آن را وب پنهان می‌نامند. وب پنهان به تمام وب‌سایت‌هایی اشاره می‌کند که نمی‌توان آن‌ها را از طریق موتورهای جستجوگر گوگل هکینگ پیدا کرد. به عنوان مثال، شبکه‌های داخلی سازمان‌ها، اداره‌ها، دانشگاه‌ها و دولت‌ها و همچنین پایگاه‌داده‌های تجاری نظیر LexisNexis و WestLaw را می‌توان به عنوان بخشی از وب پنهان در نظر گرفت. وب پنهان شامل همه‌ی اطلاعات غیرقابل رهگیری همچون وب سایتها، ایمیل‌ها، پایگاه‌های داده و… می‌شود. در واقع، وب تاریک بخش کوچکی از وب پنهان است که عمداً مخفی نگه داشته شده است و خدماتی در آن ارائه می‌شود که تنها عده معدودی به دنبال آن می‌گردند، مانند سایت‌های مواد مخدر و خرید و فروش اسلحه و برده جنسی است.

## اتاق‌های قرمز وب تاریک
اتاق قرمز (به انگلیسی: Red Room) یکی از موارد منتسب به دارک‌وب است که امروزه شایعه بودن آن مشخص شده است، کلاه‌برداران اینترنتی با قول نمایش زندهٔ شکنجه و آزار و اذیت انسان‌ها، مبالغی را از افراد دریافت می‌کنند، اما اقدامی انجام نمی‌شود و این کار، تنها ترفندی برای دریافت پول و کلاه‌برداری است.

## تراکنش رمزارز در وب تاریک
با شکل‌گیری رمزارزها و گسترش پرداخت از طریق رمزارز نامتمرکز بیت‌کوین راهی برای انجام تراکنش‌های ناشناس در وب تاریک به وجود آمد. بیت‌کوین یکی از اصلی‌ترین ارزهای رمزپایه است که به دلیل انعطاف‌پذیری ارز، در بازارهای وب تاریک مورد استفاده قرار می‌گیرد. از رمزارزهای دیگر همچون ریپل، اتریوم، مونرو نیز برای انجام تراکنش‌هایی همچون خرید اسلحه، استخدام هکر و… استفاده می‌شود. در سال ۲۰۱۱ بازاری به نام سیلک‌رود (Silk Road) که توسط راس اولبریکت، معروف به «اَدمین»، در وب تاریک راه اندازی شد. اولبریکت با به‌کارگیری سامانه رمزنگاری شده و رمزارز قصد این را داشت که فروشگاه اینترنتی خود را به بستری امن و ناشناس تبدیل کند. پس از دو سال فعالیت، اداره تحقیقات فدرال (FBI) موفق شد اولبریکت را دستگیر کند.

## نحوه دسترسی به وب تاریک
وب‌سایت‌های موجود در دارک‌وب به شکل مستقیم قابل دسترسی نیستند و برای مشاهدهٔ آن‌ها باید از شبکهٔ تور استفاده شود این شبکه، نشانی آی‌پی کاربر را در چندین لایه مخفی می‌کند و به همین دلیل امنیت بالایی برای وبگردی در اختیار کاربران قرار می‌دهد.